# Between War and Peace: The Potsdam Conference
Between War and Peace: The Potsdam Conference Entre guerre et paix. La Conférence de Potsdam est un livre publié par l'historien Herbert Feis en 1960 aux éditions Princeton University Press.
Herbert Feis a remporté le prix Pulitzer d'histoire en 1961 pour cet ouvrage,.

## Présentation
Cet ouvrage constitue une suite d'un précédent livre d'Herbert Feis, Churchill Roosevelt Stalin. The War they waged ans the Peace they sought (1957). L'auteur a eu accès aux archives du département d'État américain, ainsi qu'aux archives de William Averell Harriman, ambassadeur des États-Unis en URSS en 1943-1946, et du secrétaire d'État James F. Byrnes, tous deux membres de la délégation américaine lors de la conférence de Potsdam (17 juillet — 2 août 1945).

## Éditions
- Between War and Peace: The Potsdam Conference, Princeton (NJ), Princeton University Press, 1960  (ISBN 978-0313242199)